# Unión Santa Isabel
Unión Santa Isabel är en ort i Mexiko.   Den ligger i kommunen Mapastepec och delstaten Chiapas, i den sydöstra delen av landet, 800 km sydost om huvudstaden Mexico City. Unión Santa Isabel ligger 5 meter över havet och antalet invånare är 158.
Terrängen runt Unión Santa Isabel är mycket platt. En vik av havet är nära Unión Santa Isabel åt sydväst. Runt Unión Santa Isabel är det ganska tätbefolkat, med 56 invånare per kvadratkilometer. Närmaste större samhälle är Mapastepec, 18,8 km norr om Unión Santa Isabel. Omgivningarna runt Unión Santa Isabel är en mosaik av jordbruksmark och naturlig växtlighet.